# Санта Марта (Ђенова)
Санта Марта је насеље у Италији у округу Ђенова, региону Лигурија.
Према процени из 2011. у насељу је живело 272 становника. Насеље се налази на надморској висини од 120 м.